# Gulenia orjani
Gulenia orjani is een slakkensoort uit de familie van de Coryphellidae. De wetenschappelijke naam van de soort werd voor het eerst geldig gepubliceerd in 2017 door Odhner.